# Котов, Виктор Иосифович
Виктор Иосифович Котов (1927—1994) — советский художник, пейзажист.

## Биография
Родился в 1927 году в Туле в семье кузнеца.
В 1942 году добровольцем ушёл на фронт, был ранен. После войны устроился рабочим на завод, в свободное время увлекался рисованием.
В 1950-е годы Виктор Котов отправился на знаменитую академическую дачу под Вышним Волочком, где познакомился со многими замечательными художниками: Сергеем и Алексеем Ткачевыми, Андреем и Сергеем Тутуновыми, другими живописцами. Эти встречи определили дальнейшую творческую судьбу Виктора Котова, который стал профессиональным художником с ярко выраженным индивидуальным почерком.
Пейзажи Подмосковья и Тверской области воспеты художником в его многочисленных работах.
Член московской областной организации Союза художников России с 1958 года, участник многих художественных выставок. Персональная выставка художника прошла в Подольске.
Погиб в 1994 году.